# 查斯妮·戈内帕
查斯妮·戈内帕（2000年4月28日—），泰國女子羽毛球運動員。

## 簡歷
2016年11月，查斯妮·戈内帕代表泰國參加在西班牙畢爾包舉行的世界青年羽毛球錦標賽，助泰國隊拿得混合團體比賽季軍。
2018年7月，查斯妮·戈内帕出戰蒙古國羽毛球國際賽，在女子單打比賽決賽中以0比2（11-21、8-21）不敵香港的鄧旋，拿得亞軍。

## 主要比賽成績
只列出曾進入準決賽的國際賽事成績：
| 年份   | 賽事                         | 公開賽級別 | 項目     | 搭檔                       | 成績   |
| ------ | ---------------------------- | ---------- | -------- | -------------------------- | ------ |
| 2016年 | 世界青年羽毛球錦標賽         | 其他       | 混合團體 | －                         | 季軍   |
| 2016年 | 雪梨羽毛球國際賽             | 國際系列賽 | 女子單打 | －                         | 準決賽 |
| 2018年 | 蒙古國羽毛球國際賽           | 國際系列賽 | 女子單打 | －                         | 亞軍   |
| 2019年 | 老撾羽毛球國際系列賽         | 國際系列賽 | 女子雙打 | 关差诺·素哉帕巴叻          | 準決賽 |
| 2019年 | 老撾羽毛球國際系列賽         | 國際系列賽 | 混合雙打 | Weeraphat Phakjarung       | 冠軍   |
| 2019年 | 馬爾代夫羽毛球國際挑戰賽     | 國際挑戰賽 | 女子雙打 | 關差諾·素哉帕巴叻          | 準決賽 |
| 2019年 | 馬爾代夫羽毛球國際挑戰賽     | 國際挑戰賽 | 混合雙打 | Chaloempon Charoenkitamorn | 冠軍   |
| 2019年 | 印尼羽毛球國際挑戰賽         | 國際挑戰賽 | 女子雙打 | 關差諾·素哉帕巴叻          | 準決賽 |
| 2019年 | 尼泊爾羽毛球國際挑戰賽       | 國際挑戰賽 | 女子雙打 | 關差諾·素哉帕巴叻          | 準決賽 |
| 2019年 | 印度羽毛球國際挑戰賽         | 國際挑戰賽 | 女子雙打 | 關差諾·素哉帕巴叻          | 準決賽 |
| 2020年 | 亞洲羽毛球團體錦標賽         | 其他       | 女子團體 | －                         | 季軍   |
| 2022年 | 愛沙尼亞羽毛球國際賽         | 國際系列賽 | 女子雙打 | 哲妮差·素哉帕巴叻          | 冠軍   |
| 2022年 | 愛沙尼亞羽毛球國際賽         | 國際系列賽 | 混合雙打 | 鲁塔纳帕克·乌通            | 亞軍   |
| 2022年 | 瑞典羽毛球公開賽             | 國際系列賽 | 女子雙打 | 哲妮差·素哉帕巴叻          | 冠軍   |
| 2022年 | 瑞典羽毛球公開賽             | 國際系列賽 | 混合雙打 | 鲁塔纳帕克·乌通            | 準決賽 |
| 2022年 | 意大利羽毛球國際賽           | 國際挑戰賽 | 混合雙打 | 鲁塔纳帕克·乌通            | 亞軍   |
| 2022年 | 台北羽毛球公開賽             | 超級300賽  | 混合雙打 | 鲁塔纳帕克·乌通            | 亞軍   |
| 2022年 | 恰蒂斯加爾邦羽毛球國際挑戰賽 | 國際挑戰賽 | 混合雙打 | 鲁塔纳帕克·乌通            | 亞軍   |
| 2022年 | 埃及羽毛球國際賽             | 國際系列賽 | 混合雙打 | Ratchapol Makkasasithorn   | 冠軍   |
| 2023年 | 亞洲羽毛球混合團体錦標賽     | 其他       | 混合團体 | －                         | 季軍   |
| 2023年 | 東南亞運動會羽毛球比賽       | 其他       | 女子團體 | －                         | 金牌   |
| 2023年 | 東南亞運動會羽毛球比賽       | 其他       | 混合雙打 | Ratchapol Makkasasithorn   | 銅牌   |
| 2023年 | 夏季世界大學運動會羽毛球比賽 | 其他       | 混合團體 | －                         | 銅牌   |
| 2023年 | 夏季世界大學運動會羽毛球比賽 | 其他       | 女子雙打 | 哲妮差·素哉帕巴叻          | 銅牌   |
| 2024年 | 斯里蘭卡羽毛球國際挑戰賽     | 國際挑戰賽 | 混合雙打 | Phuwanat Horbanluekit      | 亞軍   |
| 2024年 | 東南亞大學運動會羽毛球比賽   | 其他       | 女子團體 | －                         | 金牌   |
| 2024年 | 東南亞大學運動會羽毛球比賽   | 其他       | 女子雙打 | Atitaya Povanon            | 金牌   |

| 2007-2017年 | 首要超級賽 | 超級賽 | 黃金大獎賽 | 大獎賽 | 國際挑戰賽 | 國際系列賽 | 未來系列賽 | 其他 |

| 2018-2026年 | 總決賽 | 超級1000賽 | 超級750賽 | 超級500賽 | 超級300賽 | 超級100賽 | 國際挑戰賽 | 國際系列賽 | 未來系列賽 | 其他 |